# Institut für Bienenkunde (Oberursel)
Das Institut für Bienenkunde in Oberursel (Taunus) ist eine Forschungseinrichtung der Johann Wolfgang Goethe-Universität Frankfurt am Main. Sie verknüpft universitäre Grundlagenforschung zur Honigbiene mit praktischer Bienenhaltung.

## Geschichte
Gegründet wurde das Institut 1937 von der Polytechnischen Gesellschaft mit Hugo Gontarski als erstem Leiter. Neben der Grundlagenforschung sollte das Institut die praktische Bienenhaltung unterstützen; Schwerpunkt der Arbeiten lag zunächst auf der Honigchemie, der Ernährungsphysiologie und der Anatomie von Bienen. Der mit der Universität Gießen geschlossene Kooperationsvertrag endete mit dem Tod Gontarskis im Jahre 1963.
Martin Lindauer setzte sich dafür ein, dass seit 1964 das Institut für Bienenkunde gemeinsam mit der Johann Wolfgang Goethe-Universität Frankfurt am Main unterhalten wurde. Der neue Leiter Friedrich Ruttner erhielt eine Berufung an die Universität Frankfurt als Professor für Zoologie in der naturwissenschaftlichen Fakultät. Unter Ruttner wurden neue Forschungsthemen entwickelt, neben dem Paarungsverhalten und der Genetik die Taxonomie und die Biogeographie der verschiedenen Unterarten der Westlichen Honigbiene. Dazu wurden intensive Forschungskontakte mit Wissenschaftlern und Bienenzüchtern aus aller Welt gepflegt, so auch mit dem für die Züchtung der Buckfast-Biene bekannten Bruder Adam. Ruttner gründete mit seinem französischen Kollegen Jean Louveaux 1970 die Fachzeitschrift Apidologie, heute eine der bedeutendsten bienenwissenschaftlichen Zeitschriften. Ruttner verfasste u. a. das bienenkundliche Standardwerk Naturgeschichte der Honigbienen.
1976 kam es zur Entdeckung der ersten Varroamilben in Deutschland an Bienen des Oberurseler Instituts, nachdem dieser Parasit schon etwa 10 Jahre zuvor nach Ost- und Südosteuropa eingeschleppt worden war. Möglicherweise wurde die Art durch die Forscher selbst durch Import von Königinnen der „Karpatenbiene“ aus Rumänien im Jahr 1966 eingeschleppt (in Südosteuropa war die Milbe spätestens 1967 als neu etabliert nachweisbar). Zum Zeitpunkt der Entdeckung war die Art aber schon so weit verbreitet, dass eine sichere Zuordnung des Einschleppungsereignisses nicht mehr möglich war. Der Bruder des Institutsleiters, Hans Ruttner von der Bundeslehr- und Versuchsanstalt für Bienenkunde in Lunz am See, der die Art in Oberursel entdeckte, hielt zuvor eine Einschleppung mit Tieren der Art Apis cerana (Östliche Honigbiene) direkt aus Pakistan oder China schon 1970 oder 1971 für wahrscheinlich. Die Oberurseler Forscher intensivierten die Forschung an der Varroa-Milbe und deren Bekämpfungsmöglichkeiten, ihr Erfolg war aber ebenso wenig durchschlagend wie der anderer Forschungsgruppen.
Nikolaus Koeniger wurde 1981 Nachfolger Ruttners nach dessen Emeritierung und setzte dessen Werk auch thematisch weitgehend fort. 2008 erfolgte mit der inhaltlichen Neuausrichtung des Instituts die Aufnahme neurobiologischer Forschung und Lehre und die Berufung Bernd Grünewalds als neuer Leiter. Wichtige Forschungsthemen wurden die Funktionsweise des Bienengehirns, das Lernen der Biene und die Auswirkungen von Bienenkrankheiten und Pflanzenschutzmitteln auf die Physiologie und das Verhalten der Honigbiene.

## Forschungsschwerpunkte
Aktuelle Forschungsschwerpunkte der Einrichtung sind:
- Neurobiologie des Lernens und der Gedächtnisbildung
- Funktionsweisen von Transmitterrezeptoren
- Wirkungen von Bienenkrankheiten und Pflanzenschutzmitteln auf das Nervensystem
- Neue Therapien von Bienenkrankheiten

Daneben erfolgt die Aufklärung der Öffentlichkeit über die ökologische und wirtschaftliche Bedeutung von Honigbienen in Form von Vorträgen und Führungen.

## Institutsleiter
- Hugo Gontarski (1938–1963)
- Friedrich Ruttner (1964–1981)
- Nikolaus Koeniger (1981–2007)
- Bernd Grünewald (2008–)

## Videos
Das Institut für Bienenkunde hat 18 hochauflösende Videos unter freier Lizenz im Anhang einer Fachveröffentlichung publiziert, in denen das Verhalten von Honigbienen im Inneren der Zellen ihrer Waben dokumentiert wird, siehe: Paul Siefert, Nastasya Buling und Bernd Grünewald: Honey bee behaviours within the hive: Insights from long-term video analysis. In: PLoS ONE. Band 16, Nr. 3, 2021, e0247323, doi:10.1371/journal.pone.0247323.